# Kässbohrer Geländefahrzeug

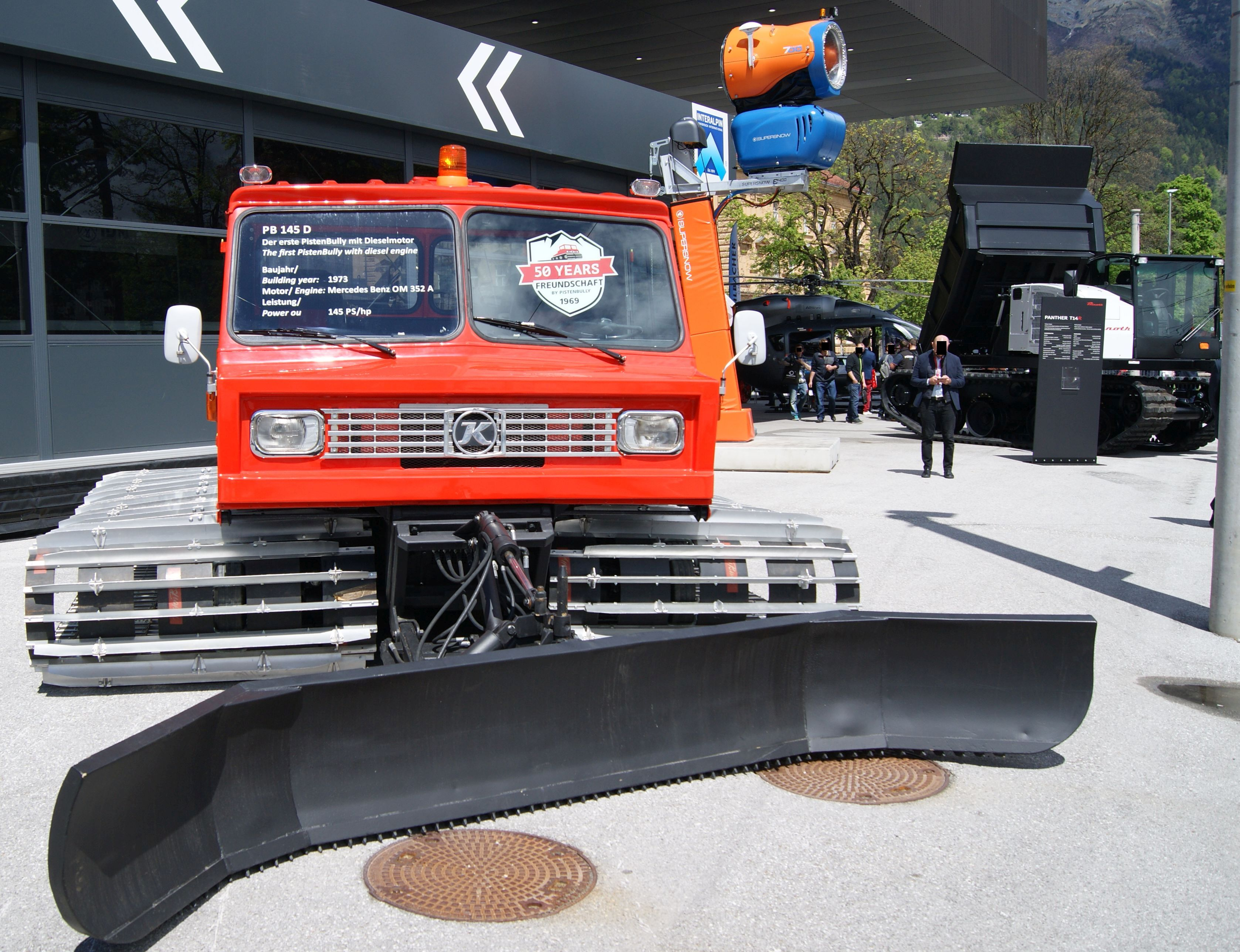
Pistenbully PB 145D, uno dei primi prodotti dalla Kässbohrer

La Kässbohrer Geländefahrzeug AG è un'azienda tedesca che nasce nel 1994 come divisione della Kässbohrer (anch'essa tedesca), dedicata alla produzione di mezzi speciali per terreni impervi, che ha tre sottomarchi: la Pistenbully, marchio con il quale vengono commercializzati i gatti delle nevi (battipista), la BeachTech, marchio che commercializza mezzi da lavoro su sabbia e la PowerBully, che costruisce mezzi cingolati per altri utilizzi (come quello forestale ad esempio). 

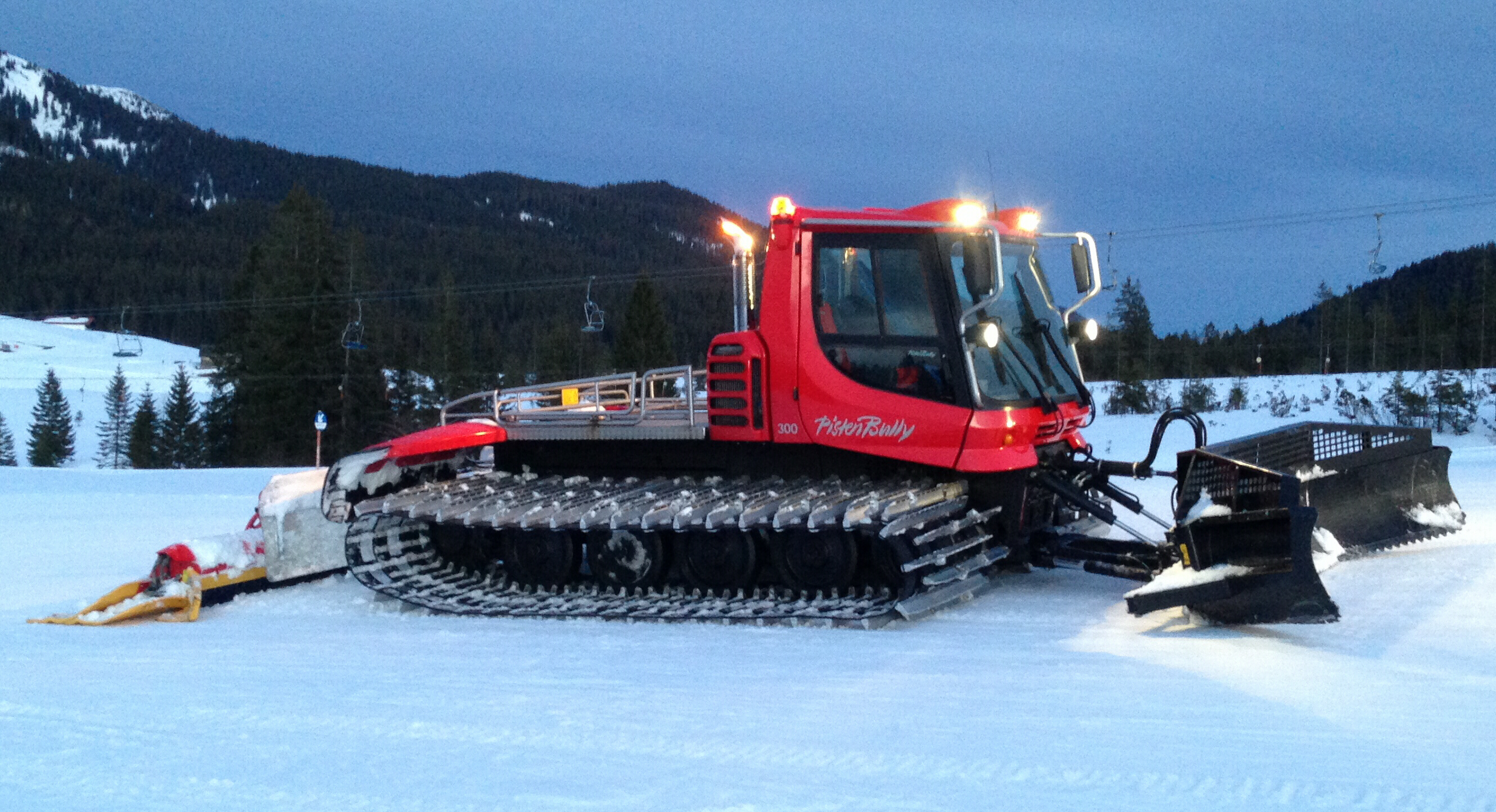
Pistenbully 300 Kandahar

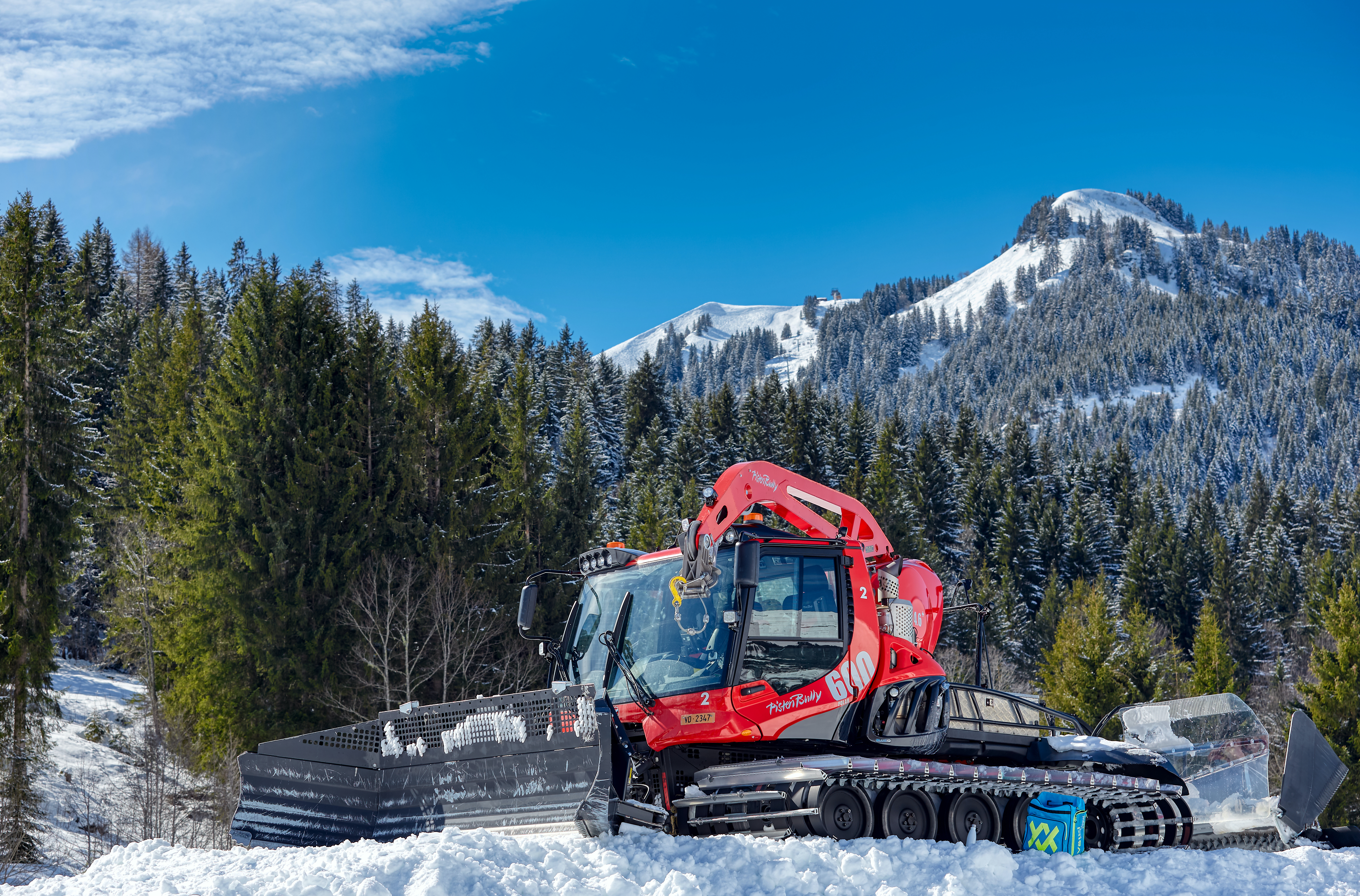
PistenBully 600 W Polar Level Red

Da allora è una delle due aziende leader nella produzione di battipista e veicoli cingolati ad uso speciale, insieme alla italiana Prinoth.

## Pistenbully 300
Il Pistenbully 300 fu il primo battipista presentato da quando nacque la Kässbohrer Geländefahrzeug AG.
Era l'anno 1994: il gatto delle nevi venne proposto sia in versione standard che con il verricello. Questa prima versione era dotata di un motore Detroit Diesel.
Nell'anno 2000 esce la seconda versione, il 300 Kandahar, spinto da un motore Mercedes-Benz e disponibile sia standard che con il verricello.
Nel 2002 venne presentata la sua variante più potente, il 300 Polar, anch'esso disponibile in versione standard e con il verricello.
Il motore è sempre un Mercedes-Benz ma molto più grosso di cubatura e con prestazioni nettamente maggiori. Anche la forza di tiro del verricello aumentò, da 3 tonnellate (o 3 kN) del 300 Kandahar, a 4 tonnellate. Dal 2002 questa versione di verricello più performante venne montata anche sul 300 Kandahar.
Il 300 Polar esiste anche in versione Antartide, studiato apposta per affrontare le missioni in questa parte del Pianeta.
Il modello 300 in versione Polar, fu il precursore della serie successiva che nacque nel 2006, il 600. Il 2007 fu l'ultimo anno di produzione del 300.
Il Pistenbully 300 fu il primo mezzo della Kässbohrer ad essere allestito in versione GreenTech, per le applicazioni alternative (nel settore agricolo ad esempio) e climi più caldi di quelli abitualmente affrontati dai battipista. Un esempio sono i GreenTech allestiti per lavorare nel settore agricolo, tipicamente nell'insilaggio delle materie prime: i gatti delle nevi infatti si prestano bene come "bulldozer" a svolgere questo lavoro, grazie alla grande potenza del motore, la buona trazione dei cingoli anche su materiali morbidi (come il trinciato di mais ad esempio) ed il baricentro basso.
| Modello             | Motore                           | Numero cilindri | Cilindrata | Potenza         | Coppia massima             |
| ------------------- | -------------------------------- | --------------- | ---------- | --------------- | -------------------------- |
| 300                 | Detroit Diesel Series 40-8,7 LTA | 6 in linea      | 8.700 cc   | 240 kW / 330 cv | 1.424 Nm / 1.300 rpm       |
| 300 Kandahar        | Mercedes-Benz OM 926 LA          | 6 in linea      | 7.200 cc   | 240 kW / 330 cv | 1.200 Nm / 1.200-1.600 rpm |
| 300 Polar 2002-2005 | Mercedes-Benz OM 457 LA          | 6 in linea      | 11.970 cc  | 315 kW / 430 cv | 2.000 Nm / 1.200 rpm       |
| 300 Polar 2006 →    | Mercedes-Benz OM 460 LA          | 6 in linea      | 12.820 cc  | 335 kW / 455 cv | 2.000 Nm / 1.300 rpm       |

## Pistenbully 600
Il Pistenbully 600, presentato nel 2006, è stato il battipista di punta della casa tedesca fino al 2023 quando è stato presentato il nuovo modello top di gamma: l'800. È tutt'ora in produzione nella versione "Level Red", presente in listino dal 2018, sia in versione standard che con verricello.
Il Pistenbully 600 è attualmente (anno 2024) disponibile a catalogo in ben otto versioni differenti: 600 standard e 600 Polar, entrambi anche in versione W (con verricello) o Park (studiata apposta per lavorare negli snow park), 600 E+ e 600 Polar Greentech.
Il Polar Greentech come base è un 600 SCR (il modello precedente al Level Red), che è stato allestito per lavorare anche in climi caldi e su fondi particolari (è disponibile anche con cingoli in gomma dura).
| Modello             | Motore                  | Numero cilindri | Cilindrata | Potenza         | Coppia massima       |
| ------------------- | ----------------------- | --------------- | ---------- | --------------- | -------------------- |
| 600                 | Mercedes-Benz OM 460 LA | 6 in linea      | 12.820 cc  | 295 kW / 400 cv | 1.900 Nm / 1.300 rpm |
| 600 Polar           | Mercedes-Benz OM 460 LA | 6 in linea      | 12.820 cc  | 360 kW / 490 cv | 2.200 Nm / 1.300 rpm |
| 600 SCR             | Mercedes-Benz OM 460 LA | 6 in linea      | 12.820 cc  | 335 kW / 455 cv | 2.200 Nm / 1.300 rpm |
| 600 SCR Polar       | Mercedes-Benz OM 460 LA | 6 in linea      | 12.820 cc  | 375 kW / 510 cv | 2.200 Nm / 1.300 rpm |
| 600 Level Red       | Cummins X12             | 6 in linea      | 11.800 cc  | 339 kW / 461 cv | 2.250 Nm / 1.200 rpm |
| 600 Level Red Polar | Cummins X12             | 6 in linea      | 11.800 cc  | 382 kW / 520 cv | 2.375 Nm / 1.200 rpm |